# Gustaf Adolf Arell
Gustaf Adolf Arell, född 26 maj 1886 i Eneboga, Lilla Malma församling, Södermanlands län, död 19 mars 1976 i Härlanda församling, Göteborg,  var en svensk missionär.
Han genomgick Missionsskolan 1907-10, varefter han erhöll utbildning i metodik och pedagogik vid Strängnäs folkskollärareseminarium åren 1910-11. Vid årsmötet 1911 avskildes han till missionär för Svenska Missionsförbundet och utreste till Ost-Turkestan den 26 september samma år.
Arell gifte sig 16 oktober 1915 med Hanna Larsson.